# Крістоффер Аскільдсен
Крістоффер Аскільдсен (норв. Kristoffer Askildsen, нар. 9 січня 2001, Осло, Норвегія) — норвезький футболіст, півзахисник клубу «Вікінг».

## Ігрова кар'єра

### Клубна
Крістоффер Аскільдсен починав займатися футболом в академії клубу «Хемінг». У 2013 році він приєднався до академії «Стабека». І у вересні 2018 року футболіст дебютував у першій команді у матчах Елітсерії.
У січні 2020 року Аскільдсен підписав контракт на чотири з половиною років з італійською «Сампдорією». Свій перший матч у чемпіонаті Італії Аскільдсен провів 21 червня 2020 року. А за місяць футболіст відзначився першим забитим голом. Сталося це у матчі проти «Мілану».
Влітку 2022 року подовжив свій контракт із «Сампдорією», невдовзі після чого на умовах оренди з правом викупу перейшов до «Лечче». Проввів у цій команді сезон 2022/23, проте клуб не скористався правом викупу контракту, тож влітку 2023 року норвежець повернувся до «Сампдорії».

### Збірна
Крістоффер Аскільдсен з 2018 грає у складі юнацьких та молодіжної збірних Норвегії. 18 листопада 2020 року дебютував у національній збірній Норвегії, вийшовши на заміну у матчі з збірною Австрії у турнірі Ліги націй.

## Статистика виступів

### Статистика клубних виступів
Станом на 25 серпня 2023
| Сезон                 | Команда               | Чемпіонат             | Чемпіонат | Чемпіонат | Національний кубок | Національний кубок | Національний кубок | Континентальні кубки | Континентальні кубки | Континентальні кубки | Інші змагання | Інші змагання | Інші змагання | Усього | Усього | Усього |
| Сезон                 | Команда               | Ліга                  | Ігор      | Голів     | Ліга               | Ігор               | Голів              | Ліга                 | Ігор                 | Голів                | Ліга          | Ігор          | Голів         | Ігор   | Голів  |        |
| --------------------- | --------------------- | --------------------- | --------- | --------- | ------------------ | ------------------ | ------------------ | -------------------- | -------------------- | -------------------- | ------------- | ------------- | ------------- | ------ | ------ | ------ |
| 2018                  | «Стабек»              | ЕС                    | 1         | 0         | КН                 | 0                  | 0                  | -                    | -                    | -                    | -             | -             | -             | 1      | 0      |        |
| 2019                  | «Стабек»              | ЕС                    | 14        | 1         | КН                 | 1                  | 0                  | -                    | -                    | -                    | -             | -             | -             | 15     | 1      |        |
| Усього за «Стабек»    | Усього за «Стабек»    | Усього за «Стабек»    | 15        | 1         |                    | 0                  | 0                  |                      | -                    | -                    |               | -             | -             | 16     | 1      |        |
| січ.-серп. 2020       | «Сампдорія»           | A                     | 4         | 1         | КІ                 | 0                  | 0                  | -                    | -                    | -                    | -             | -             | -             | 4      | 1      |        |
| 2020–21               | «Сампдорія»           | A                     | 6         | 0         | КІ                 | 1                  | 0                  | -                    | -                    | -                    | -             | -             | -             | 7      | 0      |        |
| 2021–22               | «Сампдорія»           | A                     | 19        | 0         | КІ                 | 3                  | 0                  | -                    | -                    | -                    | -             | -             | -             | 22     | 0      |        |
| 2022–23               | «Лечче»               | A                     | 22        | 0         | КІ                 | 0                  | 0                  | -                    | -                    | -                    | -             | -             | -             | 22     | 0      |        |
| 2023–24               | «Сампдорія»           | B                     | 2         | 0         | КІ                 | 0                  | 0                  | -                    | -                    | -                    | -             | -             | -             | 2      | 0      |        |
| Усього за «Сампдорію» | Усього за «Сампдорію» | Усього за «Сампдорію» | 31        | 1         |                    | 4                  | 0                  |                      | -                    | -                    |               | -             | -             | 35     | 1      |        |
| Усього за кар'єру     | Усього за кар'єру     | Усього за кар'єру     | 68        | 2         |                    | 5                  | 0                  |                      | -                    | -                    |               | -             | -             | 73     | 2      |        |

### Статистика виступів за збірну
Станом на 25 серпня 2023
| Дата       | Місто  | Господарі | Результат | Гості    | Турнір                               | Голи | Примітки |
| ---------- | ------ | --------- | --------- | -------- | ------------------------------------ | ---- | -------- |
| 18-11-2020 | Відень | Австрія   | 1 – 1     | Норвегія | Ліга націй УЄФА 2020-2021 - 1-й етап | -    | 81'      |
| Усього     |        | Матчів    | 1         |          | Голів                                | 0    |          |